# Eerste druk
De eerste druk van een boek bestaat uit de exemplaren die geproduceerd worden met de eerste set-up van de productieapparatuur in de drukkerij. Vaak is de eerste druk van een boek van belang bij de latere antiquarische verkoop. Vooral de geschriften van bekende schrijvers kunnen dan aanzienlijk meer geld gaan opbrengen dan latere uitgaven. Voorbeelden zijn de literaire schrijvers William Faulkner, Louis Couperus en Hugo Claus, maar ook eerste drukken van wetenschappelijke en andere boeken kunnen een veelvoud waard zijn van latere drukken. Dit is afhankelijk van de beschikbare oplage ten opzichte van de vraag. Een bekend voorbeeld van internationaal gewilde boeken is The Origin of Species van Charles Darwin.
In sommige gevallen bestaan er verschillende edities/oplagen van de eerste druk die de zeldzaamheid (en prijs) behoorlijk kunnen beïnvloeden. Zo verscheen het eerste deel van de roman van Marcel Proust À la recherche du temps perdu oorspronkelijk bij de uitgeverij van Bernard Grasset, maar werd die eerste druk later overgenomen door de uitgever van de overige delen, Gaston Gallimard, en voorzien van een nieuw omslag en de aanduiding van de 'nieuwe uitgever' op de titelpagina. De prijs tussen deze beide edities verschilt enorm.
Eerste drukken kunnen zelfs lang na het overlijden van de auteur worden gepubliceerd, bijvoorbeeld omdat onbekend werk opduikt. Voorbeelden hiervan zijn Icarus: Vier nagelaten gedichten, Het potlood in de hand. Vijf gedichten uit de scheepskist van J. Slauerhoff en Chanson violette. Drie gedichten naar Albert Samain van J. Slauerhoff (1898-1936) die pas 75 jaar na zijn overlijden in eerste druk verschenen.
In de editiewetenschap, daar ook wel aangeduid als de editio princeps, is de eerste druk vaak van belang omdat het in veel gevallen de laatst gecorrigeerde en geautoriseerde tekst van de hand van de schrijver is. In andere gevallen, zoals bijvoorbeeld bij werk van Willem Frederik Hermans, is de eerste druk vaak juist niet de laatste geautoriseerde versie daar hij bleef sleutelen aan opvolgende drukken. In dat geval kiezen editeurs eerder voor de laatst geautoriseerde editie, de zogenaamde 'ultima manus'-editie.

## Luxe edities
Van eerste drukken verschijnen ook wel luxe, genummerde en/of gesigneerde edities. Van de hiervoor genoemde uitgaven van J. Slauerhoff werden steeds enkele exemplaren genummerd, door de bezorger of illustrator gesigneerd en in halfperkament gebonden.
In het Franstalig gebied worden van de zogenaamde édition originale naast de gewone editie op gewoon papier veelal luxere editievarianten op afwijkende papiersoorten gedrukt, de zogenaamde editie grand papier, welke die naam ontleent aan het feit dat, hoewel hetzelfde zetsel wordt gebruikt, het gebruikte papierformaat van deze edities groter kan zijn (hoewel niet noodzakelijk ook is). Vaak wordt dan nog onderscheid gemaakt tussen de verschillende luxe editievarianten, aangeduid als premier grand papier, deuxième grand papier, enz. Een voorbeeld hiervan is Les beaux étés van Marianne Pierson-Piérard waarvan drie verschillende, alle genummerde edities verschenen; de meest luxe editie bevatte bovendien nog een extra suite met een illustratie. In Nederland was het vooral de uitgever A.A.M. Stols (1900-1973) die ook veel Franstalig werk uitgaf en in Brussel werkzaam was geweest, die dergelijke verschillende edities vervaardigde. Een Nederlands voorbeeld van een exemplaire grand papier is Een gelukkige dag van Gabriele Wohmann uit 1990.
Indien op hetzelfde papier niettemin een luxe editie wordt vervaardigd, bijvoorbeeld genummerd, luxe gebonden of voorzien van een extra illustratie, spreekt men in het Frans van een exemplaire de tête. Dit is de veelal in het Nederlandstalig gebied na de Tweede Wereldoorlog toegepaste uitgeefvorm, indien er editievarianten bestaan, zoals de al genoemde Slauerhoffuitgaven.